# Sofia da Saxônia, Duquesa da Pomerânia
Sofia da Saxônia (Dresden, 29 de abril de 1587 – Estetino, 9 de dezembro de 1635) foi uma nobre alemã. Ela foi duquesa da Pomerânia pelo seu casamento com Francisco da Pomerânia.

## Família
Sofia foi a segunda filha e quarta criança nascida de Cristiano I, Eleitor da Saxônia e de Sofia de Brandemburgo.
Os seus avós paternos eram Augusto I, Eleitor da Saxónia e a princesa Ana da Dinamarca. Os seus avós maternos eram João Jorge, Eleitor de Brandemburgo, e sua segunda esposa, Sabina de Brandemburgo-Ansbach.
Ela teve três irmãos mais velhos, sendo que apenas dois chegaram à idade adulta: os eleitores Cristiano II, marido da princesa Edviges da Dinamarca, e João Jorge I, marido de Madalena Sibila da Prússia. Seus irmãos mais novos foram Augusto, casado com Isabel de Brunsvique-Volfembutel e Doroteia, princesa-abadessa da Abadia de Quedlimburgo.

## Biografia
Aos 23 anos de idade, Sofia se casou com o então duque Francisco da Pomerânia-Barth, de 33 anos, no dia de 26 de agosto de 1610, na cidade de Dresden. Ele era filho do duque Bogislau XIII da Pomerânia e de Clara de Brunsvique-Luneburgo. 

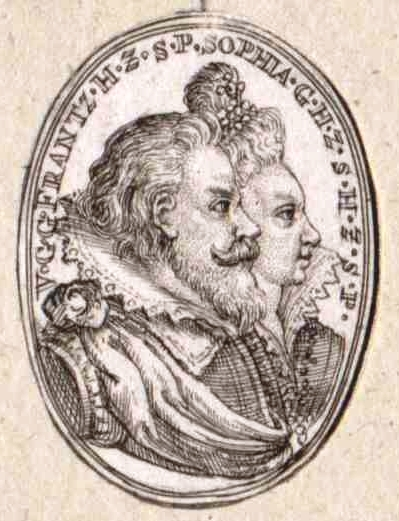
Ilustração de Sofia e Francisco, c. 1700, de autoria desconhecida.

Ela tornou-se também duquesa da Pomerânia-Estetino com a sucessão do marido, em 1618.
Como parte de seu Vidualitium, após a morte do marido, Sofia recebeu a cidade e distrito da Ilha Wolin, na Pomerânia, atualmente na Polônia. A duquesa administrou o território durante os anos difíceis da Guerra dos Trinta Anos. Entre os anos de 1622 a 1626, ela construiu uma nova residência em Wolin, pois o antigo Castelo de Wolin estava em ruínas.
Francisco morreu em novembro de 1620, sem ter tido filhos com a esposa. Sofia viveu por vários anos ainda, e veio a falecer apenas em 9 de dezembro de 1635, aos 48 anos de idade. Ela foi enterrada na cripta ducal de Estetino, mas, em 1650, seu corpo foi reenterrado na Igreja de Santa Sofia (Sophienkirche}, em Dresden. Hoje, porém, está sepultada na Catedral de Freiberga, na Saxônia.
Após a morte de Sofia, a posse de Wollin passou para o duque Bogislau XIV da Pomerânia. Contudo, todos os pertences móveis, tais como mobília e suprimento de grãos, foram confiscados pelo exército sueco, porque a Suécia estava em guerra com a Saxônia, e eles a consideravam saxônica.